# Emlenton
Emlenton är en kommun av typen borough i Clarion County, och Venango County, i Pennsylvania. Vid 2010 års folkräkning hade Emlenton 625 invånare.